# ベルマール・ハモス・ジュニオール
ベルマール・ハモス・ジュニオール（Belmar Ramos Junior、1960年12月2日 - ）は、ブラジル出身のサッカー指導者。

## 来歴
大学などで指導キャリアを積み、2013年はカンピオナート・ブラジレイロ・セリエA（ブラジルリーグ1部）クラブのGPS人体機能測定コーディネーター兼トレーニングプランナーを務めた。
2016年より、日本の柏レイソルのフィジカルコーディネーターに就任した。

## 指導歴
- 2001年  パト・ブランコ大学 運動生理学修士課程教授
- 2003年  運動生理学コーディネーター
- 2010年  ウニオン・ダ・ヴィトーリア中央大学（ポルトガル語版） 人体機能学コーディネーター
- 2013年  カンピオナート・ブラジレイロ・セリエAクラブ GPS人体機能測定コーディネーター兼トレーニングプランナー
- 2016年 -  柏レイソル  フィジカルコーディネーター